# Upper East (Ghana)
10°48′N 0°48′V / 10.800°N 0.800°V
Upper East Region er en region i Ghana. Den ligger i den nordøstlige del af landet, og grænser til Burkina Faso mod  nord og Togo mod øst. Administrationsbyen er byen  Bolgatanga (Bolga). Landskabet består for det meste af savanne og sahel, og det er et meget tørt klima. 
De største etniske grupper i regionen er bimoba, bissa, buli, frafra, kantosi, kasem og kusaal. 
Hovederhverv er landbrug, specielt kvæg og kornsorter som hirse, sorghum og ris. Området er også kendt for kunsthåndværk.  
I denne region og i Upper West brygger man den traditionelle drik pito, som er et sødlig, alkoholsvag hirseøl. Det sælges normalt i egne barer, hvor man øser op til sig selv fra en tønde med en kalabas. Fordi det er så billigt, som regel et lille beløb, for at drikke så meget man ønsker, er pito meget populært.
Markedet i Bolga har en lang historie. Byen ligger på et sted hvor handelsruten fra Mali krydser ruten fra det nordlige Nigeria, og markedet kunne dermed tilbyde helt specielle varer. I dag er det særlig kendt for stråhatte, kurve, lervarer og traditionelle klædedragter.
Flere slavelejre er bevaret, og der er guidede ture som fortæller om slaveriets historie i regionen. 

## Steder i regionen
- Bawku
- Bolgatanga
- Navrongo
- Paga
- Paga Nania
- Widnaba